# Episodi di Frasier (decima stagione)
La decima stagione della sitcom Frasier è stata trasmessa in prima visione negli Stati Uniti d'America da NBC dal 9 settembre 2002 al 20 maggio 2003.
In Italia è andata in onda in prima visione assoluta sul canale satellitare Jimmy dal 7 ottobre al 9 novembre 2005.
| nº | Titolo originale / italiano    | Prima TV USA     | Prima TV Italia  |
| -- | ------------------------------ | ---------------- | ---------------- |
| 1  | The Ring Cycle (2)             | 9 settembre 2002 | 7 ottobre 2005   |
| 2  | Enemy at the Gate              | 1º ottobre 2002  | 10 ottobre 2005  |
| 3  | Proxy Prexy                    | 8 ottobre 2002   | 11 ottobre 2005  |
| 4  | Kissing Cousin                 | 15 ottobre 2002  | 12 ottobre 2005  |
| 5  | Tales From the Crypt           | 29 ottobre 2002  | 13 ottobre 2005  |
| 6  | Star Mitzvah                   | 5 novembre 2002  | 14 ottobre 2005  |
| 7  | Bristle While You Work (1)     | 12 novembre 2002 | 17 ottobre 2005  |
| 8  | Rooms With a View (2)          | 19 novembre 2002 | 18 ottobre 2005  |
| 9  | Don't Go Breaking My Heart (3) | 26 novembre 2002 | 19 ottobre 2005  |
| 10 | We Two Kings                   | 10 dicembre 2002 | 20 ottobre 2005  |
| 11 | Door Jam                       | 7 gennaio 2003   | 21 ottobre 2005  |
| 12 | The Harassed                   | 14 gennaio 2003  | 24 ottobre 2005  |
| 13 | Lilith Needs a Favor           | 4 febbraio 2003  | 25 ottobre 2005  |
| 14 | Daphne Does Dinner             | 11 febbraio 2003 | 26 ottobre 2005  |
| 15 | Trophy Girlfriend              | 18 febbraio 2003 | 27 ottobre 2005  |
| 16 | Fraternal Schwinns             | 25 febbraio 2003 | 28 ottobre 2005  |
| 17 | Kenny on the Couch             | 4 marzo 2003     | 31 ottobre 2005  |
| 18 | Roe to Perdition               | 18 marzo 2003    | 1º novembre 2005 |
| 19 | Some Assembly Required         | 1º aprile 2003   | 2 novembre 2005  |
| 20 | Farewell, Nervosa              | 22 aprile 2003   | 3 novembre 2005  |
| 21 | The Devil and Dr. Phil         | 29 aprile 2003   | 4 novembre 2005  |
| 22 | Fathers and Sons               | 6 maggio 2003    | 7 novembre 2005  |
| 23 | Analyzed Kiss                  | 13 maggio 2003   | 8 novembre 2005  |
| 24 | A New Position for Roz         | 20 maggio 2003   | 9 novembre 2005  |